# Jugoslovanska hokejska liga 1982/83
Sezona 1982/83 jugoslovanske hokejske lige je bila štirideseta sezona jugoslovanskega prvenstva v hokeju na ledu. Naslov jugoslovanskega prvaka so enajstič osvojili hokejisti slovenskega kluba HK Olimpija Ljubljana. 

## Redni del
| Mesto | Klub                  | OT | DG  | PG  | Točke |
| ----- | --------------------- | -- | --- | --- | ----- |
| 1.    | Olimpija Ljubljana    | 12 | 99  | 17  | 20    |
| 2.    | HK Jesenice           | 12 | 143 | 34  | 20    |
| 3.    | KHL Medveščak         | 12 | 59  | 32  | 15    |
| 4.    | HK Cinkarna Celje     | 12 | 52  | 34  | 14    |
|       |                       |    |     |     |       |
| 5.    | HK Crvena Zvezda      | 12 | 59  | 60  | 11    |
| 6.    | HK Partizan Beograd   | 12 | 32  | 115 | 4     |
| 7.    | HK Vojvodina Novi Sad | 12 | 18  | 170 | 8     |

## Skupina za 1. do 4. mesto
| Mesto | Klub               | OT | DG | PG | Točke  |
| ----- | ------------------ | -- | -- | -- | ------ |
| 1.    | Olimpija Ljubljana | 6  | 47 | 15 | 14 (4) |
| 2.    | HK Jesenice        | 6  | 38 | 15 | 13 (3) |
| 3.    | KHL Medveščak      | 6  | 13 | 48 | 4 (2)  |
| 4.    | HK Cinkarna Celje  | 6  | 15 | 35 | 1 (1)  |

## Skupina za 5. do 8. mesto
| Mesto | Klub                  | OT | DG | PG | Točke |
| ----- | --------------------- | -- | -- | -- | ----- |
| 5.    | HK Crvena Zvezda      | 4  | 39 | 12 | 9 (3) |
| 6     | HK Partizan Beograd   | 4  | 24 | 27 | 6 (2) |
| 7     | HK Vojvodina Novi Sad | 4  | 13 | 37 | 3 (1) |

## Končnica

### Finale
Igralo se je na dve zmagi po sistemu 1-1-1, * - po kazenskih strelih.
|  | HK Olimpija Ljubljana | 4:5 | HK Acroni Jesenice | Hala Tivoli, Ljubljana |

| Poročilo tekme | Poročilo tekme | Poročilo tekme | Poročilo tekme | Poročilo tekme |
| -------------- | -------------- | -------------- | -------------- | -------------- |
|                |                |                |                |                |

|  | HK Acroni Jesenice | 5:8 | HK Olimpija Ljubljana | Dvorana Podmežakla, Jesenice |

| Poročilo tekme | Poročilo tekme | Poročilo tekme | Poročilo tekme | Poročilo tekme |
| -------------- | -------------- | -------------- | -------------- | -------------- |
|                |                |                |                |                |

|  | HK Olimpija Ljubljana | 9:3 | HK Acroni Jesenice | Hala Tivoli, Ljubljana |

| Poročilo tekme | Poročilo tekme | Poročilo tekme | Poročilo tekme | Poročilo tekme |
| -------------- | -------------- | -------------- | -------------- | -------------- |
|                |                |                |                |                |

## Končni vrstni red
1. HK Olimpija Ljubljana
2. HK Jesenice
3. KHL Medveščak
4. HK Cinkarna Celje
5. HK Crvena Zvezda
6. HK Partizan Beograd
7. HK Vojvodina Novi Sad